# Lysosomale saure Lipase-Defizienz
Die Lysosomale saure Lipase-Defizienz (LAL-D) ist eine seltene erbliche Stoffwechselerkrankung, die durch eine Mutation des LIPA-Gens verursacht wird. Dies führt zu einer unzureichenden Aktivität des Enzyms lysosomale saure Lipase (LAL), das eine entscheidende Rolle beim Abbau der Lipide Cholesterinester und Triglyceride spielt. Infolgedessen sammeln sich die Lipide in den Zellen und Geweben im ganzen Körper an, was zu erheblichen Organschäden und in den meisten Fällen zu einer Lebererkrankung führt. Es gibt zwei Formen von LAL-D: Die schwerste Form beginnt im Säuglingsalter und wurde früher als Wolman-Krankheit bezeichnet, die weniger schwere Form beginnt in der Kindheit bis zum späten Erwachsenenalter und wurde früher als Cholesterylester-Speicher-Krankheit bezeichnet.
Ein sehr niedriger Spiegel des LAL-Enzyms führt zu einer Anhäufung von Lipiden im gesamten Körper. Im Säuglingsalter führt die Anhäufung von Fett in den Darmwänden zu ernsten Verdauungskomplikationen, einschließlich Malabsorption. Aufgrund dieser Komplikationen wachsen und nehmen die Säuglinge nicht in der erwarteten Geschwindigkeit zu, sie werden unterernährt und ihre Organe können nicht angemessen funktionieren. Wenn die Krankheit fortschreitet, wird sie lebensbedrohlich und führt zu Leberversagen und vorzeitigem Tod.
Ursprünglich gab es keine Behandlung für den LAL-Mangel, weshalb viele Säuglinge das erste Lebensjahr nicht überleben konnten. Im Jahr 2015 wurde jedoch eine Enzymersatztherapie mit dem Medikament Sebelipase Alfa eingeführt, das eine rekombinante Form des menschlichen LAL-Enzyms ist und den LAL-Mangel durch die Verstoffwechselung von Lipiden ausgleicht.

## Anzeichen und Symptome
Bei Säuglingen mit früh einsetzender LAL-D, in der Regel in den ersten Lebenswochen, kommt es zu einer Anhäufung von Lipiden im ganzen Körper, insbesondere in der Leber. Dies führt zu einer vergrößerten Leber und Milz, die als Hepatosplenomegalie bezeichnet wird. Zu den weiteren Gesundheitsproblemen, die aufgrund von LAL-D im Säuglingsalter auftreten, gehören geringe Gewichtszunahme, Gelbsucht, Erbrechen, Durchfall, Steatorrhoe (Fettstuhl), Anämie, Verkalkung (Kalkablagerungen) der Nebennieren und Malabsorption (schlechte Aufnahme der Nährstoffe aus der Nahrung). Bei Säuglingen bildet sich schnell Narbengewebe in der Leber, das zu einer Leberzirrhose führt. Im Allgemeinen entwickeln Säuglinge mit LAL-D aufgrund der Lipidablagerungen ein Multiorganversagen und leiden deshalb unter schwerer Unterernährung. Ohne Behandlung überleben Säuglinge mit LAL-D oft nicht das erste Lebensjahr. 
Die weniger schwere Form von LAL-D tritt in der Regel später auf und verläuft langsamer. Sie kann daher in verschiedenen Lebensabschnitten bekannt werden, sei es in der mittleren Kindheit oder deutlich später, im späten Erwachsenenalter. Fast alle diagnostizierten Personen entwickeln eine Hepatomegalie (eine vergrößerte Leber), und einige können auch eine Splenomegalie (eine vergrößerte Milz) entwickeln. Später einsetzende LAL-D-Erkrankungen sind möglicherweise nicht erkennbar und bleiben unerkannt, da die Betroffenen lange Zeit ein symptomfreies Leben führen und erst später im Leben Anzeichen von LAL-D zeigen, wenn die Krankheit bereits weit fortgeschritten ist. Zu den Symptomen gehören ein hoher Cholesterinspiegel (hohes LDL und niedriges HDL), Durchfall, geringe Gewichtszunahme, eine verzögerte Pubertät, eine Fettlebererkrankung, die zu Leberfibrose und Leberzirrhose führen kann und das Risiko eines Leberversagens sowie ein erhöhtes Risiko für vorzeitige Herzerkrankungen und Schlaganfälle birgt. Da sich die Symptome mit anderen Krankheiten überschneiden, kann LAL-D bei älteren Patienten unerkannt bleiben und daher unzureichend behandelt werden.

## Ursache
Die lysosomale saure Lipase-Defizienz ist eine seltene autosomal-rezessiv vererbte Krankheit, die durch eine schädigende Mutation des LIPA-Gens verursacht wird. Das LIPA-Gen liefert Anweisungen für die Produktion eines Enzyms namens lysosomale saure Lipase. Eine Mutation des LIPA-Gens führt zu einem Verlust der Funktion des LAL-Enzyms. Bei normaler Funktion des LAL-Enzyms werden Lipide, Cholesterinester und Triglyceride, in freies Cholesterin und Fettsäuren aufgespalten, die der Körper zur Energiegewinnung nutzen kann, während überschüssige Fettsäuren zur Leber transportiert und dort entfernt werden können. Wenn Lipide jedoch nicht richtig abgebaut werden können, können sie nicht aus dem Körper entfernt werden und beginnen sich in der Leber, der Milz und anderen Organen anzusammeln. Diese Anhäufung führt zu schweren Verdauungskomplikationen und Organschäden.
LAL-D ist eine Erbkrankheit, das heißt, sie wird von beiden Elternteilen an das Kind weitergegeben. Der Nachwuchs von zwei Trägern des mutierten LIPA-Gens hat eine 25-prozentige Chance, von dem Gen betroffen zu sein und mit LAL-Mangel geboren zu werden. Es besteht eine 50%ige Chance, dass das Kind nicht betroffen, aber Träger des mutierten Gens ist, und eine 25%ige Chance, dass das Kind nicht betroffen und kein Träger ist. Eine Person, die mit LAL-Mangel geboren wird, erbt beide Kopien des mutierten LIPA-Gens, eine von jedem Elternteil. Wenn sie das mutierte Gen nur von einem Elternteil geerbt haben, sind sie nur Träger, ohne von der Krankheit betroffen zu sein.

## Diagnose
Da der LAL-Mangel sehr selten ist, kann die Diagnose recht schwierig sein und sich oft um Monate oder sogar Jahre verzögern. Einige der Symptome der Störung ähneln häufigen Erkrankungen wie der nichtalkoholischen Fettlebererkrankung, Anämie und erhöhtem Cholesterinspiegel, weshalb LAL-D mit einer anderen Krankheit verwechselt werden kann. Andererseits können Menschen, die von LAL-D-Mangel betroffen sind, sehr lange gesund aussehen und sich gesund fühlen und erst dann Symptome verspüren, wenn die Krankheit bereits fortgeschritten ist. Daher kann LAL-D bis zu den letzten Lebensjahren unerkannt bleiben.
Ein enzymatischer Bluttest, ein so genannter DBS-Test (Dried Blood Spot), kann zum Nachweis der Aktivität des LAL-Enzyms verwendet werden. Zu den weiteren Diagnosemöglichkeiten gehört eine Leberbiopsie, mit der Leberschäden wie eine vergrößerte/fettige Leber, Fibrose und Zirrhose nachgewiesen werden können. Leberbiopsien weisen nicht spezifisch LAL-D nach, da andere Lebererkrankungen ähnliche Ergebnisse zeigen können. Genetische Tests sind jedoch eine Methode, mit der LAL-D diagnostiziert werden kann, um die Mutation des LIPA-Gens nachzuweisen.

## Screening
Da der LAL-Mangel vererbt wird, muss eine infizierte Person ein mutiertes LIPA-Gen von beiden Elternteilen tragen. Es besteht eine 25%ige Chance, dass die Nachkommen von zwei Trägern des defekten Gens mit LAL-D geboren werden. Screening-Maßnahmen wie Gentests bei Familienmitgliedern und genetische Pränataldiagnostik bei schwangeren Frauen mit erhöhtem Risiko können eingesetzt werden, um Familienmitglieder, die das mutierte Gen tragen, zu überprüfen und zu identifizieren.

## Behandlung
Derzeit gibt es nur eine anerkannte wirksame Behandlung für LAL-Mangel, die Enzymersatztherapie (ERT). Die ERT besteht aus einem Medikament, bei dem es sich um die rekombinante Form des LAL-Enzyms namens Sebelipase Alfa handelt. Die Ergebnisse zeigen, dass die ERT den Gesundheitszustand der Patienten erheblich verbessern kann, insbesondere im Fall von LAL-D im Kindesalter, wo die Behandlung es den Kindern ermöglicht, das erste Lebensjahr zu überleben. Die Behandlung kann auch das Fortschreiten der Krankheit in allen Altersgruppen positiv beeinflussen. Je nach Schweregrad der Erkrankung kann eine Infusion des Medikaments in regelmäßigen Abständen, wöchentlich oder alle zwei Wochen, intravenös verabreicht werden. Die ERT-Behandlung mit Sebelipase Alfa kompensiert das Fehlen bzw. die unzureichende Menge des LAL-Enzyms und fördert daher den Stoffwechsel von Cholesterylestern und Triglyceriden im Lysosom. Dadurch wird der LDL-Cholesterin- und Triglyceridspiegel gesenkt und der HDL-Cholesterinspiegel erhöht. Eine Verbesserung des Gesundheitszustands, wie z. B. ein angemessenes Wachstum, ist zu beobachten.
Zusätzlich zur ERT können unterstützende Maßnahmen angezeigt sein. Zu den unterstützenden Maßnahmen können eine fettarme Diät und eine Statintherapie zur Senkung der Blutfette gehören. Bei Säuglingen mit LAL-D wird eine Kombination aus einer angepassten Diät und einer ERT als notwendig erachtet. Ein Arzt oder ein erfahrener Ernährungsberater erstellt einen Ernährungsplan für das Kind, der eine Reduzierung von Cholesterin und gesättigten Fettsäuren beinhaltet.
In schweren Fällen, wenn die Krankheit so weit fortgeschritten ist, dass die Leber irreversibel geschädigt ist, z. B. bei schwerer Leberzirrhose, kann eine Lebertransplantation erforderlich sein.

## Prognose
Bei Säuglingen, die mit LAL-D geboren werden, handelt es sich um die "schwere" Form der Krankheit. Sie zeigen in der Regel schon früh Anzeichen der Krankheit, und wenn sie unbehandelt bleiben, überleben sie aufgrund von Organversagen das erste Lebensjahr nicht.
Ältere Kinder und Erwachsene haben in der Regel die "weniger schwere" Form der Krankheit und bleiben oft unerkannt oder werden mit einer Krankheit mit ähnlichen Symptomen fehldiagnostiziert. Diese Menschen könnten frühzeitig an einem Herzinfarkt, einem Schlaganfall oder einem plötzlichen Tod durch Leberversagen sterben.
Im Jahr 2015 wurde die erste ERT zugelassen, und eine frühe Behandlung führte zu einer deutlichen Verbesserung des Gesundheitszustands, insbesondere bei Säuglingen, die das erste Lebensjahr überleben konnten.

## Prävalenz
Die lysosomale saure Lipase-Defizienz ist eine sehr seltene Krankheit, von der schätzungsweise 1 von 40.000 bis 1 von 300.000 Menschen betroffen ist. Da die Krankheit häufig nicht diagnostiziert wird, ist die Schätzung sehr weit gefasst. Es gibt jedoch Forschungsergebnisse, die darauf hindeuten, dass schweres LAL-D im Kindesalter häufiger bei jüdischen Kindern irakischer, iranischer und bucharischer Herkunft auftritt, die offenbar am stärksten gefährdet sind, wobei die Prävalenz bei 1 zu 4200 liegt. Etwa 1 von 32 iranischen/bukharanischen Juden ist Träger der LIPA-Genmutation.

## Geschichte
1956 berichteten der Neuropathologe Moshe Wolman und zwei weitere Ärzte über den ersten Fall von LAL-D bei einem sehr jungen Kind, das neben anderen Symptomen wie Hepatosplenomegalie und Leberzirrhose Anzeichen von Nebennierenverkalkung zeigte. Einige Jahre später wurde von Dr. D.S. Fredrickson eine Fallstudie über einen 12-jährigen Jungen veröffentlicht, die zur Entdeckung der Cholesterinester-Speichererkrankung führte. Aus diesem Grund wurde LAL-D in der Vergangenheit als zwei verschiedene Krankheiten bezeichnet: 
- Wolman-Krankheit, die im Säuglingsalter auftritt und

- Cholesterinester-Speichererkrankung mit späterem Auftreten im Kindes- und Erwachsenenalter.

Später erkannte man, dass beide Krankheiten auf dieselbe Ursache zurückzuführen sind, nämlich auf einen Mangel des Enzyms lysosomale saure Lipase, der heutzutage als LAL-D bezeichnet wird. 